# Reinhard von Hanau-Münzenberg
Reinhard von Hanau-Münzenberg (* 8. April 1528; † 11. Oktober 1554 in Béthune) war ein Sohn des Grafen Philipp II. von Hanau-Münzenberg und der Gräfin Juliana zu Stolberg.

## Reise ins Heilige Land
Reinhard unternahm mit kleiner Begleitung 1550 eine Pilgerreise ins Heilige Land. Die Reise ist sehr gut dokumentiert. Er verließ Hanau am 12. Mai 1550. Der Weg führte ihn über Bensheim mit der Post nach Ulm. Von dort fuhr er die Donau bis nach Regensburg hinunter. Es folgte ein Ritt über Innsbruck und den Brenner nach Bozen. Von dort ging es wiederum mit der Post nach Trient und Venedig. Venedig wurde besichtigt, bevor er am 18. Juni des gleichen Jahres das Schiff bestieg. Dieses landete zuerst auf Zante, wo er das Grab von Cicero besuchte, am 6. Juli in Candia auf Kreta, am 12. Juli in Limassol auf Zypern und am 21. Juli in Jaffa. Aber erst am 26. Juli durfte er – nachdem der Führer aus Jerusalem eingetroffen war – das Land betreten. Schließlich traf er am 29. Juli 1550 in Jerusalem ein. Schon zwei Wochen später befand er sich wieder auf dem Rückweg. Er schiffte sich am 13. August erneut in Jaffa ein und verweilte vom 22. August bis zum 22. September 1550 auf Zypern.
1551 nahm er an einem Turnier in Heidelberg teil.

## Tod
Reinhard befand sich Anfang des Jahres 1554 auf einer Reise nach Brüssel und Flandern in Begleitung von Philippe de Montmorency, Graf von Horn. Von dort kehrte er nach Hanau zurück, um sich kurz darauf mit 16 Berittenen der Armee Kaiser Karls V. auf dessen Feldzug gegen Frankreich anzuschließen. Am 24. August 1554 erreichte er das kaiserliche Feldlager. Am 12. September wurde er bei Renthy, unweit von Saint-Omer, schwer verwundet. Eine Kugel durchschlug den Schenkel oberhalb des rechten Knies. Ende September wurde er nach Béthune gebracht, wo er an den Folgen der erlittenen Verletzung am 11. Oktober 1554 verstarb und kirchlich beigesetzt wurde. Ein Grabmal wurde in Auftrag gegeben, aber wohl nicht fertiggestellt.

## Vorfahren
| Ahnentafel des Reinhard von Hanau-Münzenberg | Ahnentafel des Reinhard von Hanau-Münzenberg                                                                | Ahnentafel des Reinhard von Hanau-Münzenberg                                                                | Ahnentafel des Reinhard von Hanau-Münzenberg                                             | Ahnentafel des Reinhard von Hanau-Münzenberg                                             | Ahnentafel des Reinhard von Hanau-Münzenberg | Ahnentafel des Reinhard von Hanau-Münzenberg |
| -------------------------------------------- | --- | --- | ---------------------------------------------------------------------------------------- | ---------------------------------------------------------------------------------------- | -------------------------------------------- | -------------------------------------------- |
| Urgroßeltern                                 | Philipp I. von Hanau-Münzenberg (* 1449; † 1500) ⚭ Adriana von Nassau-Dillenburg (* 1449; † 1477)           | Günther XXXVIII. von Schwarzburg-Blankenburg (* 1450; † 1484) ⚭ Katharina von Querfurt († 1521)             | Heinrich der Ältere zu Stolberg (* 1436; † 1511) ⚭ Mathilde von Mansfeld († 1468)        | Philipp von Eppstein-Königstein (* 1459; † 1481) ⚭ Ludovika von der Mark († 1499)        |                                              |                                              |
| Großeltern                                   | Reinhard IV. von Hanau-Münzenberg (* 1473; † 1512) ⚭ Katharina von Schwarzburg-Blankenburg (* 1470; † 1514) | Reinhard IV. von Hanau-Münzenberg (* 1473; † 1512) ⚭ Katharina von Schwarzburg-Blankenburg (* 1470; † 1514) | Botho zu Stolberg (* 1467; † 1538) ⚭ Anna von Eppstein-Königstein (* 1482; † 1538)       | Botho zu Stolberg (* 1467; † 1538) ⚭ Anna von Eppstein-Königstein (* 1482; † 1538)       |                                              |                                              |
| Eltern                                       | Philipp II. von Hanau-Münzenberg (* 1501; † 1529) ⚭ Juliana zu Stolberg (* 1506; † 1580)                    | Philipp II. von Hanau-Münzenberg (* 1501; † 1529) ⚭ Juliana zu Stolberg (* 1506; † 1580)                    | Philipp II. von Hanau-Münzenberg (* 1501; † 1529) ⚭ Juliana zu Stolberg (* 1506; † 1580) | Philipp II. von Hanau-Münzenberg (* 1501; † 1529) ⚭ Juliana zu Stolberg (* 1506; † 1580) |                                              |                                              |
| Reinhard von Hanau-Münzenberg                | | |                                                                                          |                                                                                          |                                              |                                              |